# Kapušianske Kľačany
Kapušianske Kľačany (bis 1948 slowakisch „Ňarád-Kľačany“; ungarisch Kaposkelecsény oder Nyarádkelecsény) ist eine Gemeinde im Osten der Slowakei mit 976 Einwohnern (Stand 31. Dezember 2024), die zum Okres Michalovce, einem Teil des Košický kraj, gehört und in der traditionellen Landschaft Zemplín liegt.

## Geographie
Die Gemeinde befindet sich im Ostteil des Ostslowakischen Tieflands, nahe der Grenze zur Ukraine. Während der Ortskern und die Nordhälfte des Gebiets auf einer landwirtschaftlich genutzten Ebene liegen, ist die Südhälfte des Gemeindegebiets durch Auwälder und den Fluss Latorica gekennzeichnet. Das Ortszentrum liegt auf einer Höhe von 106 m n.m. und ist vier Kilometer von Veľké Kapušany sowie 34 Kilometer von Michalovce entfernt.
Nachbargemeinden sind Veľké Kapušany im Westen und Norden, Budince im Nordosten, Ruská im Osten, Veľké Slemence im Südosten sowie Boťany und Leles im Süden.

## Geschichte
Die heutige Gemeinde entstand 1943 durch Zusammenschluss dreier Orte: Kľačany (ungarisch Magyarkelecsény – bis 1907 Kelecsény), Močiar (ungarisch Magyarmocsár – bis 1907 Mocsár) und Ňarád (ungarisch Ungnyarád – bis 1907 Nyarád).
Kľačany wurde zum ersten Mal 1315 als Kelechen schriftlich erwähnt und gehörte zum Besitz mehrerer adeliger Familien, wie Palóchy, Dobi, Barkóczy und Pethö. 1715 gab es hier sechs bewohnte Haushalte, 1828 zählte man 39 Häuser und 324 Einwohner, die als Landwirte beschäftigt waren.
Močiar wurde zum ersten Mal 1400 als Mochar schriftlich erwähnt. 1451 gehörte das Dorf zum Herrschaftsgebiet der Burg Nevicke (in der heutigen Ukraine gelegen). 1715 gab es hier fünf bewohnte Haushalte, 1828 zählte man 39 Häuser und 308 Einwohner, die als Fischer, Landwirte und Obstbauern beschäftigt waren.
Ňarád wurde zum ersten Mal 1315 als Narad schriftlich erwähnt. 1400 war das Dorf Sitz der Familie Nyarády, 1427 wurden nach einem Steuerverzeichnis sechs Porta verzeichnet. 1715 war Ňarád wegen Untertanenflucht menschenleer. 1828 zählte man 23 Häuser und 189 Einwohner, die als Landwirte beschäftigt waren.
Bis 1918/1919 gehörten die im Komitat Ung liegenden Orte zum Königreich Ungarn und kamen danach zur Tschechoslowakei beziehungsweise heute Slowakei. Auf Grund des Ersten Wiener Schiedsspruchs waren sie 1938–1944 noch einmal Teil Ungarns.

## Bevölkerung
| Jahr                | 1994 | 2004     | 2014     | 2024    |
| ------------------- | ---- | -------- | -------- | ------- |
| Anzahl der Personen | 738  | 822      | 922      | 976     |
| Unterschied         |      | +11,38 % | +12,16 % | +5,85 % |

| Jahr                | 2023 | 2024    |
| ------------------- | ---- | ------- |
| Anzahl der Personen | 949  | 976     |
| Unterschied         |      | +2,84 % |

Nach der Volkszählung 2011 wohnten in Kapušianske Kľačany 880 Einwohner, davon 507 Magyaren, 267 Roma, 79 Slowaken und ein Pole. 26 Einwohner machten keine Angabe zur Ethnie.
567 Einwohner bekannten sich zur reformierten Kirche, 144 Einwohner zur römisch-katholischen Kirche, 95 Einwohner zur griechisch-katholischen Kirche und ein Einwohner zur Evangelischen Kirche A. B.; ein Einwohner bekannte sich zu einer anderen Konfession. 11 Einwohner waren konfessionslos und bei 61 Einwohnern wurde die Konfession nicht ermittelt.

## Bauwerke
- reformierte Kirche im klassizistischen Stil aus dem Jahr 1834, 1930 erneuert, mit einem neogotischen Turm